# Грузія на пісенному конкурсі Євробачення
Грузія бере участь у Пісенному конкурсі «Євробачення» з 2007 року. Першою, хто представляла країну на конкурсі, стала Софо Халваші, яка зайняла 12-е місце з піснею «Visionary Dream». Найкращим результатом Грузії вважається 9-е місце у фіналі, яке здобули Софо Ніжарадзе з піснею «Shine» у 2010 році та гурт Eldrine з піснею «One More Day» у 2011 році. Найгірший результат — останнє місце у півфіналах 2014, 2018 та 2022 років.

## Історія участі

### 2007–2008
27 жовтня 2006 року Грузія підтвердила своє бажання дебютувати на Пісенному конкурсі Євробачення 2007. У березні було оголошено, що 42 країни братимуть участь у конкурсі в Гельсінкі. Першою, хто представляла Грузію на Євробаченні, стала Софо Халваші з піснею «Visionary Dream». Вона зайняла 8-е місце у півфіналі та пройшла до фіналу, де фінішувала 12-ою (з 24 країн). 
У 2008 році представницею країни стала Діана Гурцкая з піснею «Peace Will Come». У другому півфіналі співачка зайняла 5-е місце зі 107 балами та посіла 11-е місце у фіналі, отримавши 83 бали.

### Дискваліфікація на Євробаченні 2009
У зв’язку з Російсько-Грузинською війною, Громадський мовник Грузії (GPB) обговорював участь країни у Євробаченні 2009. 28 серпня 2008 року GPB оголосив, що відмовиться брати участь у конкурсі в Росії, яка порушує права людини та міжнародні закони. 
Після перемоги на Дитячому пісенному конкурсі Євробачення 2008 та отримання від Росії максимальних 12 балів, Грузія вирішила взяти участь у конкурсі 2009 року.
Переможцем національного відбору став гурт Stephane & 3G з піснею «We Don't Wanna Put In». Пісня викликала суперечки через двозначну в політичному сенсі назву «We Don't Wanna Put In», яка на слух сприймалася омофонімічно з «We Don't Wanna Putin», що могло натякати на тодішнього прем’єр-міністра Росії Володимира Путіна. Тим не менш, Європейська Мовна Спілка наполягала змінити текст пісні, або вибрати іншу композицію для участі в конкурсі. 11 березня стало відомо, що Грузію дискваліфікували через політичний тиск з боку Росії.

### 2010–2016
Грузія повернулася на Євробачення у 2010 році. Представницею країни стала Софо Ніжарадзе з піснею «Shine». У другому півфіналі вона посіла 3-є місце, що є найкращим результатом для Грузії у півфіналі на сьогодні. У фіналі співачка зайняла 9-е місце та отримала 136 балів. На сьогодні це залишається найкращим результатом країни на конкурсі.
У 2011 році Грузію представляв рок-гурт Eldrine з піснею «One More Day». У фіналі вони виступили під номером 25 та повторили минулорічний результат своєї країни. 
У 2012 році Грузія вперше не потрапила до фіналу Євробачення. У другому півфіналі Анрі Джохадзе з піснею «I'm a Joker» посів 14-е місце з 36 балами. Наступного року Софо Геловані та Нодіко Татішвілі з піснею «Waterfall» зайняли 15-е місце та отримали 50 балів. 
У 2014 році Грузія обрала джазовий ф’южн-гурт The Shin разом з вокалісткою Маріко Ебралідзе. Їхня пісня «Three Minutes to Earth» посіла останнє, 15-е місце у другому півфіналі. 
У 2015 році країна вперше з 2012 року провела національний відбір, у якому перемогла Ніна Сублатті з піснею «Warrior». Їй вдалося кваліфікуватися до фіналу, де зайняла 11-е місце. Наступними Грузію представляли гурт Young Georgian Lolitaz з піснею «Midnight Gold». На Євробаченні 2016 Вони посіли 9-e місце у другому півфіналі та фінішували 20-ми зі 104 балами у фіналі. До 2024 року це була остання поява країни у фіналі Євробачення. 

### 2017–2024
Протягом наступних шести конкурсів поспіль Грузії не вдавалося пройти до фіналу. У 2017 році Тамара Ґачечіладзе з піснею «Keep the Faith» посіла 11-е місце у першому півфіналі та отримала 99 балів.
У 2018 році джазовий та етно-народний музичний гурт Iriao фінішував останнім у другому півфіналі з піснею «For You». Наступного року Ото Немсадзе з піснею «Sul tsin iare» отримав 62 бали та зайняв 14-е місце у півфіналі, що знову не дозволило Грузії кваліфікуватися до фіналу. 
У 2020 році Торніке Кіпіані переміг у проєкті «Georgia's Star» та отримав право представляти Грузію на конкурсі у Роттердамі з піснею «Take Me as I Am». Однак пізніше конкурс було скасовано через пандемію COVID-19, і Кіпіані залишився представником країни у 2021 році з піснею «You». У другому півфіналі співак посів передостаннє, 16-е місце та отримав 16 балів. 
Шляхом внутрішнього відбору було обрано гурт Circus Mircus з піснею «Lock Me In». У другому півфіналі конкурсу 2022 року вони зайняли останнє, 18-е місце з 22 балами.
Для конкурсу 2023 року Грузія обрала представника завдяки проєкту «The Voice Georgia», де перемогла Іру Хечанові. До цього, у складі гурту Candy, вона перемогла на Дитячому пісенному конкурсі Євробачення 2011 у Єревані. У другому півфіналі конкурсу в Ліверпулі Іру зайняла 12-е місце з піснею «Echo» та отримала 33 бали, отримавши 12 балів від глядачів Вірменії.
У 2024 році Грузію представляла Нуца Бузаладзе з піснею «Firefighter». У другому півфіналі вона зайняла 8-е місце з 54 балами, що стало першим проходом країни до фіналу з 2016 року. У фіналі співачка посіла 21-е місце та отримала 34 бали.

## Учасники Євробачення від Грузії
Умовні позначення
     Переможець
     Друге місце
     Третє місце
     Четверте місце
     П'яте місце
     Останнє місце
     Автоматичний фіналіст
     Не пройшла до фіналу
     Участь скасовано
     Не брала участі
| Рік  | Місце проведення | Виконавець                             | Мова                   | Пісня                          | Переклад                    | Фінал                            | Фінал                            | Півфінал                         | Півфінал                         |
| Рік  | Місце проведення | Виконавець                             | Мова                   | Пісня                          | Переклад                    | Місце                            | Бали                             | Місце                            | Бали                             |
| ---- | ---------------- | -------------------------------------- | ---------------------- | ------------------------------ | --------------------------- | -------------------------------- | -------------------------------- | -------------------------------- | -------------------------------- |
| 2007 | Гельсінкі        | Софо Халваші                           | англійська             | «Visionary Dream»              | Далекоглядна Мрія           | 12-е                             | 97                               | 8-е                              | 123                              |
| 2008 | Белград          | Діана Гурцкая                          | англійська             | «Peace Will Come»              | Прийде Мир                  | 11-е                             | 83                               | 5-е                              | 107                              |
| 2009 | Москва           | Stephane & 3G                          | англійська             | «We Don't Wanna Put In»        | Ми не хочемо втручатися     | Дискваліфіковано                 | Дискваліфіковано                 | Дискваліфіковано                 | Дискваліфіковано                 |
| 2010 | Осло             | Софо Ніжарадзе                         | англійська             | «Shine»                        | Сяй                         | 9-е                              | 136                              | 3-є                              | 106                              |
| 2011 | Дюссельдорф      | Eldrine                                | англійська             | «One More Day»                 | Ще Один День                | 9-е                              | 110                              | 6-е                              | 74                               |
| 2012 | Баку             | Анрі Джохадзе                          | англійська, грузинська | «I'm a Joker»                  | Я Джокер                    | Не вдалося кваліфікуватися       | Не вдалося кваліфікуватися       | 14-е                             | 36                               |
| 2013 | Мальме           | Софо Геловані та Нодіко Татішвілі      | англійська             | «Waterfall»                    | Водоспад                    | 15-е                             | 50                               | 10-е                             | 63                               |
| 2014 | Копенгаген       | «The Shin» та Маріко                   | англійська             | «Three Minutes to Earth»       | Три хвилини до Землі        | Не вдалося кваліфікуватися       | Не вдалося кваліфікуватися       | 15-е                             | 15                               |
| 2015 | Відень           | Ніна Сублатті                          | англійська             | «Warrior»                      | Воїн                        | 11-е                             | 51                               | 4-е                              | 98                               |
| 2016 | Стокгольм        | Nika Kocharov & Young Georgian Lolitaz | англійська             | «Midnight Gold»                | Опівнічне Золото            | 20-е                             | 104                              | 9-е                              | 123                              |
| 2017 | Київ             | Тамара Ґачечіладзе                     | англійська             | «Keep the Faith»               | Вір                         | Не вдалося кваліфікуватися       | Не вдалося кваліфікуватися       | 11-е                             | 99                               |
| 2018 | Лісабон          | Iriao                                  | грузинська             | «For You» (შენი გულისთვის)     | Для Тебе                    | Не вдалося кваліфікуватися       | Не вдалося кваліфікуватися       | 18-е                             | 24                               |
| 2019 | Тель-Авів        | Ото Немсадзе                           | грузинська             | «Sul tsin iare» (სულ წინ იარე) | Продовжуй Йти               | Не вдалося кваліфікуватися       | Не вдалося кваліфікуватися       | 14-е                             | 62                               |
| 2020 | Роттердам        | Торніке Кіпіані                        | англійська             | «Take Me as I Am»              | Прийми мене таким, який я є | Конкурс скасовано через COVID-19 | Конкурс скасовано через COVID-19 | Конкурс скасовано через COVID-19 | Конкурс скасовано через COVID-19 |
| 2021 | Роттердам        | Торніке Кіпіані                        | англійська             | «You»                          | Ти                          | Не вдалося кваліфікуватися       | Не вдалося кваліфікуватися       | 16-е                             | 16                               |
| 2022 | Турин            | Circus Mircus                          | англійська             | «Lock Me In»                   | Замкни мене                 | Не вдалося кваліфікуватися       | Не вдалося кваліфікуватися       | 18-е                             | 22                               |
| 2023 | Ліверпуль        | Іру Хечанові                           | англійська             | «Echo»                         | Ехо                         | Не вдалося кваліфікуватися       | Не вдалося кваліфікуватися       | 12-е                             | 33                               |
| 2024 | Мальме           | Нуца Бузаладзе                         | англійська             | «Firefighter»                  | Вогнеборець                 | 21-е                             | 34                               | 8-е                              | 54                               |
| 2025 | Базель           | Маріам Шенгелія                        | грузинська, англійська | «Freedom»                      | Свобода                     | Не вдалося кваліфікуватися       | Не вдалося кваліфікуватися       | 15-е                             | 28                               |

## Нагороди

### Премія Марселя Безансона
| Рік  | Категорія  | Пісня       | Виконавець                        | Місце | Бали | Місце проведення | Прим.  |
| ---- | ---------- | ----------- | --------------------------------- | ----- | ---- | ---------------- | ------ |
| 2013 | Приз преси | «Waterfall» | Софо Геловані та Нодіко Татішвілі | 15-е  | 50   | Мальме           | [ 22 ] |

### Премія Барбари Декс
| Рік  | Виконавець | Пісня          | Місце | Бали | Місто проведення | Прим.  |
| ---- | ---------- | -------------- | ----- | ---- | ---------------- | ------ |
| 2011 | Eldrine    | «One More Day» | 9-е   | 110  | Дюссельдорф      | [ 23 ] |

## Пов'язана участь

### Глави Делегації
Кожен мовник, який бере участь у Пісенному конкурсі «Євробачення», призначає голову делегації як контактну особу ЄМС та голову своєї делегації на заході. До складу делегації, чиї розміри можуть сильно відрізнятися, входять керівник преси, виконавці, автори пісень, композитори, бек-вокалісти тощо.
| Рік       | Глава делегації   |
| --------- | ----------------- |
| 2018–2024 | Натія Мшвенірадзе |

### Коментатори та речники
| Рік  | Коментатори                                                           | Речники                           |
| ---- | --------------------------------------------------------------------- | --------------------------------- |
| 2007 | Сандро Габізонія та Софо Алтунашвілі                                  | Нелі Агірба                       |
| 2008 | Бібі Квачадзе                                                         | Тітатін Пацація                   |
| 2009 | Не транслювали                                                        | Не брали участь                   |
| 2010 | Софо Алтунішвілі                                                      | Маріам Вашадзе                    |
| 2011 | Софо Алтунішвілі                                                      | Софо Ніжарадзе                    |
| 2012 | Темо Квірквелія                                                       | Софо Торошелідзе                  |
| 2013 | Темо Квірквелія                                                       | Ліза Циклаурі                     |
| 2014 | Ладо Татішвілі та Тамуна Мусерідзе                                    | Софо Геловані та Нодіко Татішвілі |
| 2015 | Ладо Татішвілі та Тамуна Мусерідзе                                    | Натія Бунтурі                     |
| 2016 | Тута Чхеідзе та Ніка Кація                                            | Ніна Сублатті                     |
| 2017 | Деметре Ергемлідзе                                                    | Ніка Кочаров                      |
| 2018 | Деметре Ергемлідзе                                                    | Тамара Ґачечіладзе                |
| 2019 | Гелена Каландадзе та Гага Абашидзе (Усі шоу) Нодіко Татішвілі (Фінал) | Гага Абашидзе                     |
| 2021 | Ніка Лобіладзе                                                        | Ото Немсадзе                      |
| 2022 | Ніка Лобіладзе                                                        | Не було                           |
| 2023 | Ніка Лобіладзе                                                        | Арчіл Сулаквелідзе                |
| 2024 | Ніка Лобіладзе                                                        | Софо Халваші                      |

#### Інші шоу
| Шоу                                | Коментатор         | Канал | Прим.  |
| ---------------------------------- | ------------------ | ----- | ------ |
| Євробачення: Європо, запали світло | Деметре Ергемлідзе | 1TV   | [ 26 ] |

## Галерея

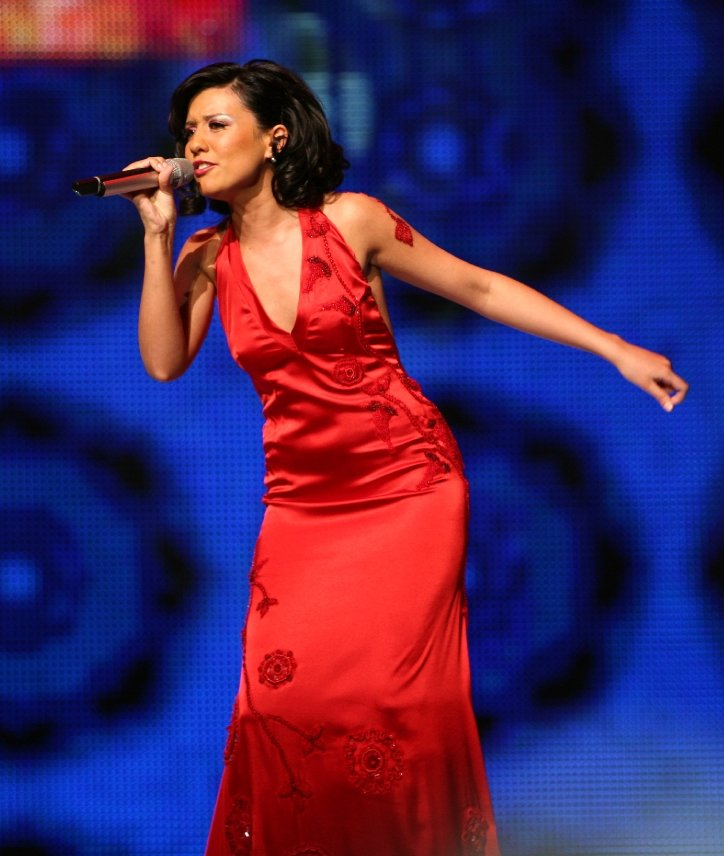
Софо Халваші у Гельсінкі (2007)
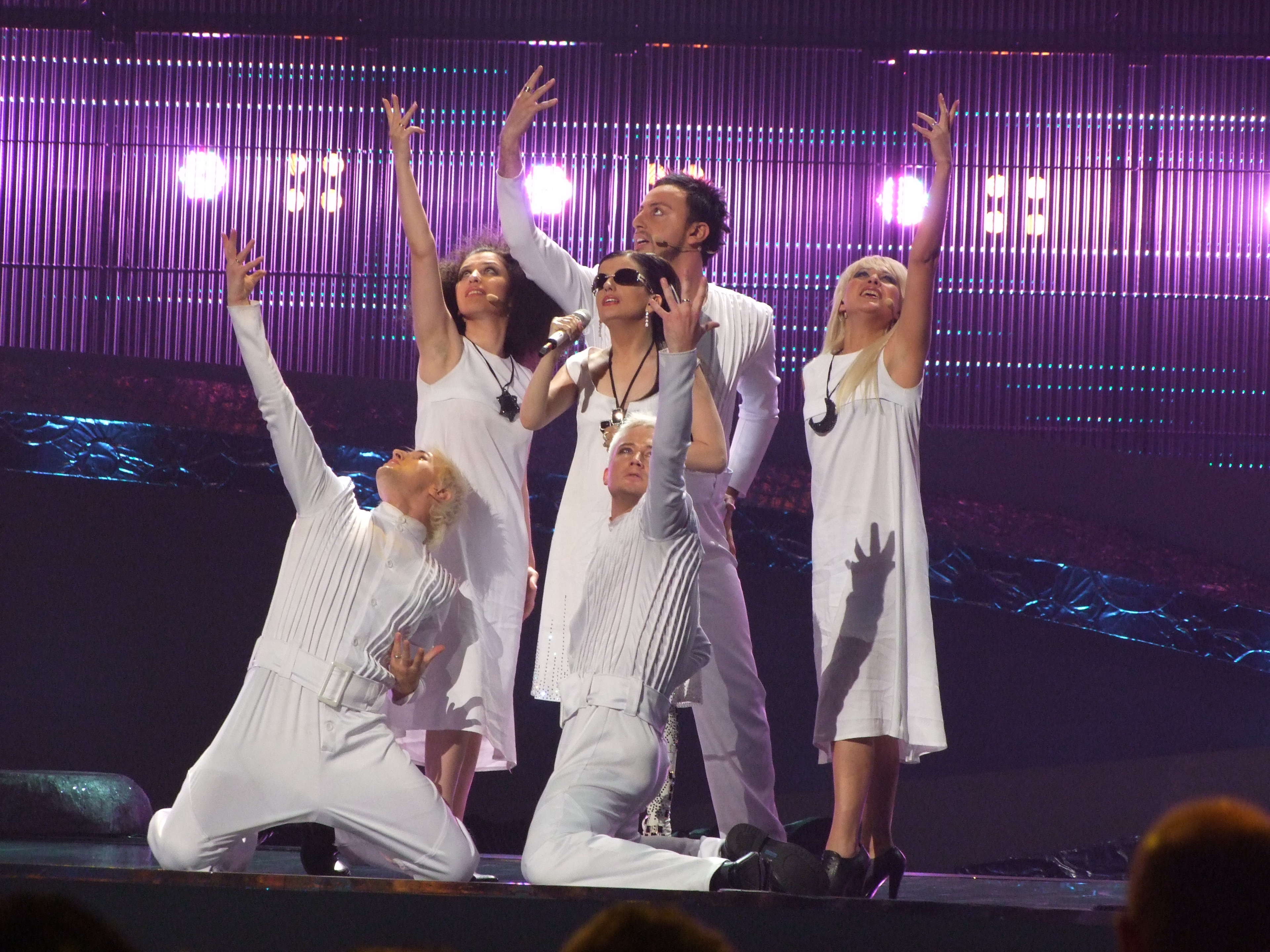
Діана Гурцкая у Белграді (2008)
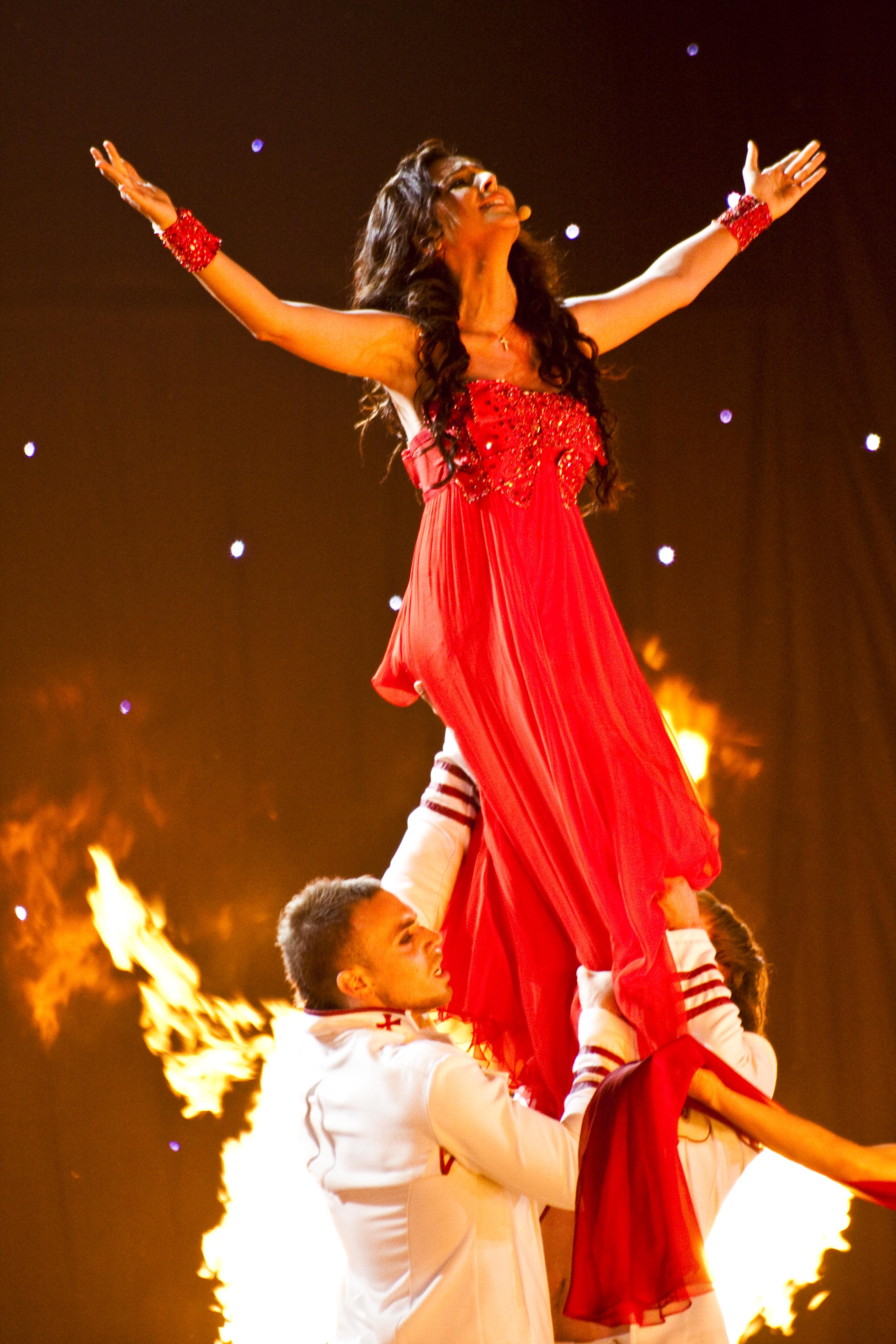
Софо Ніжарадзе в Осло (2010)
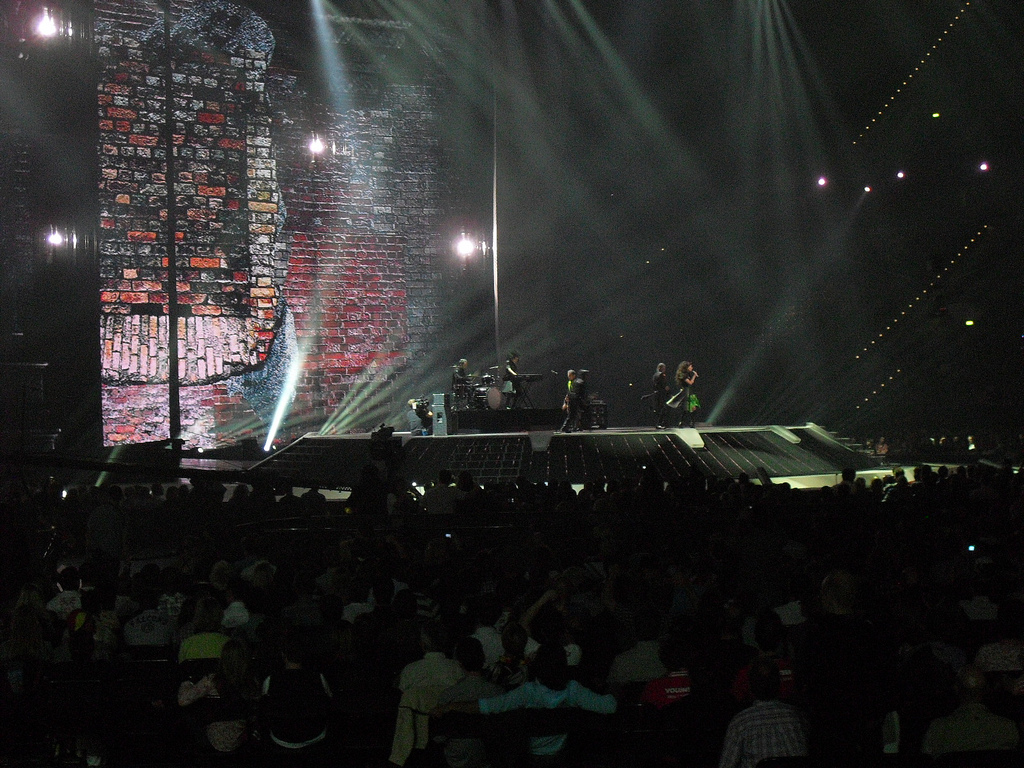
Eldrine у Дюссельдорфі (2011)
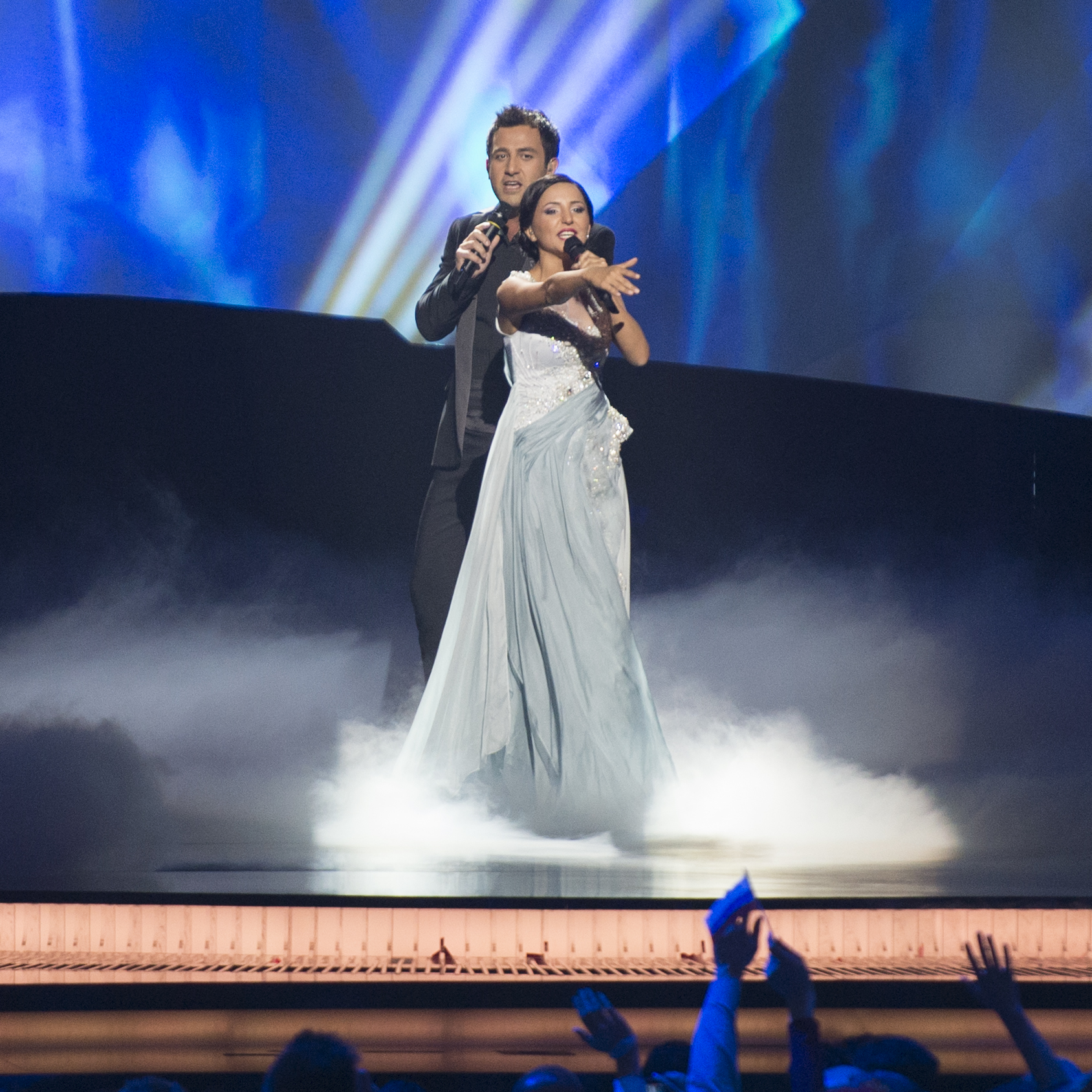
Софо Геловані та Нодіко Татішвілі в Мальме (2013)
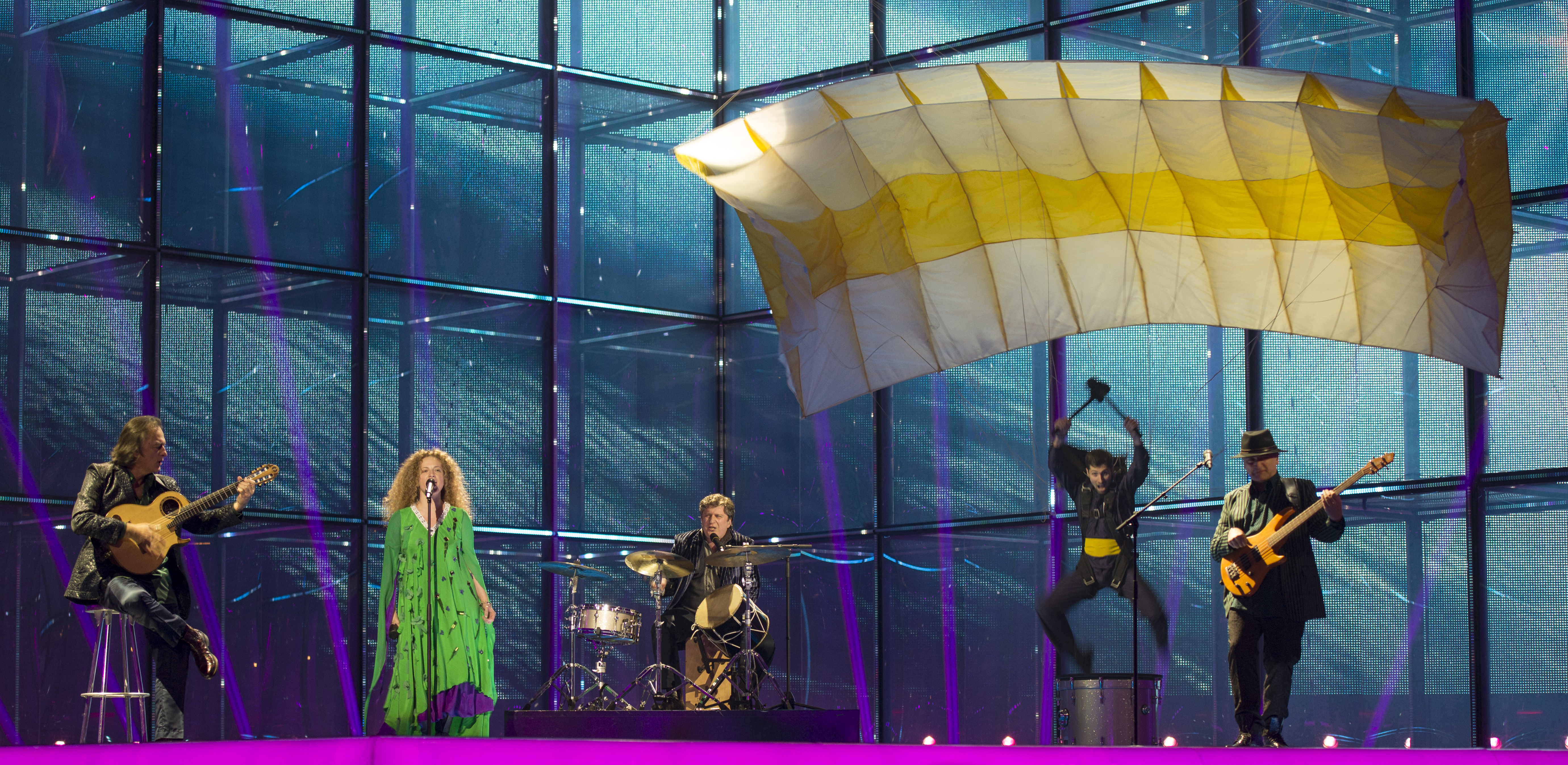
The Shin та Маріко у Копенгагені (2014)
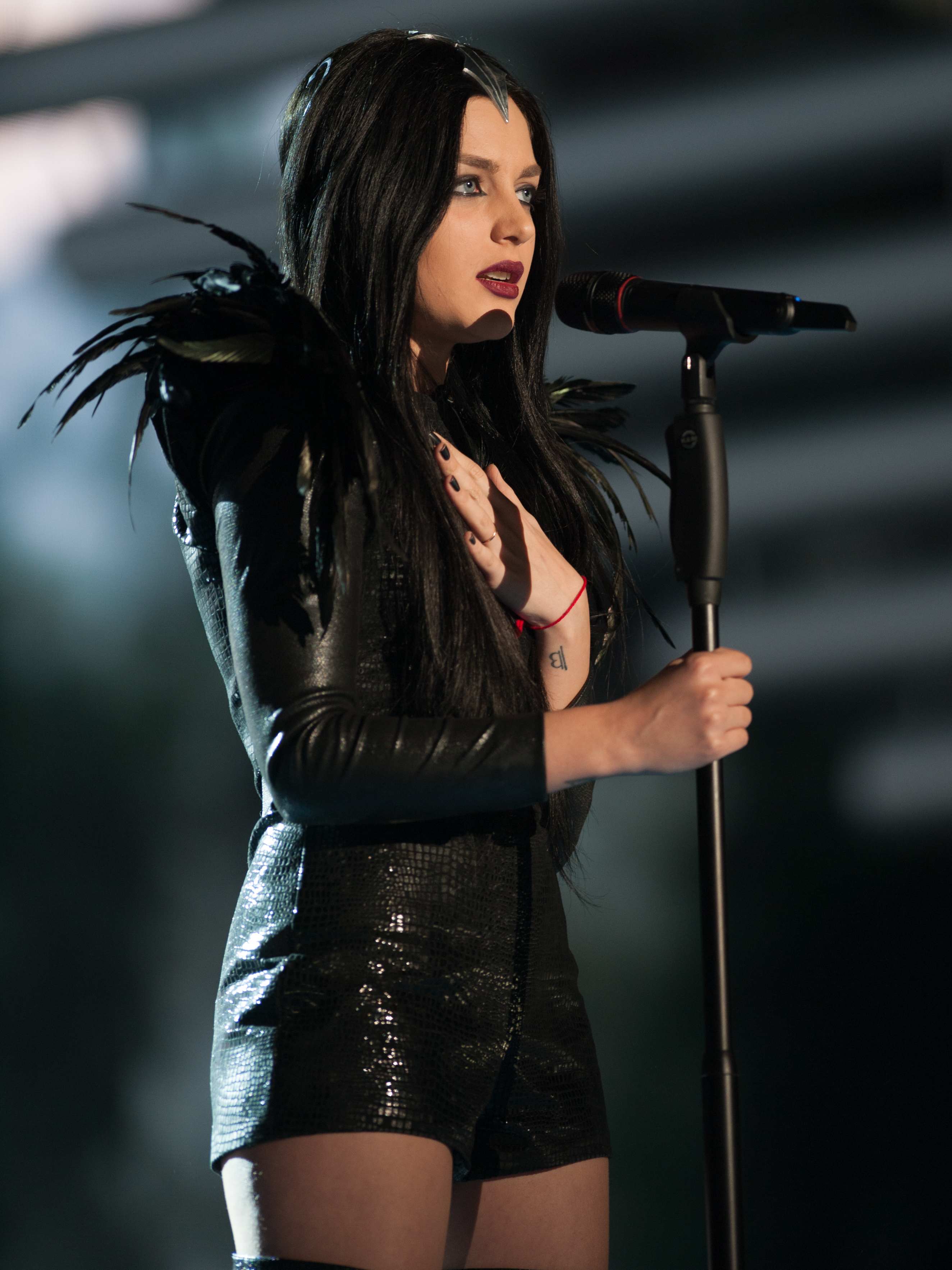
Ніна Сублатті у Відні (2015)
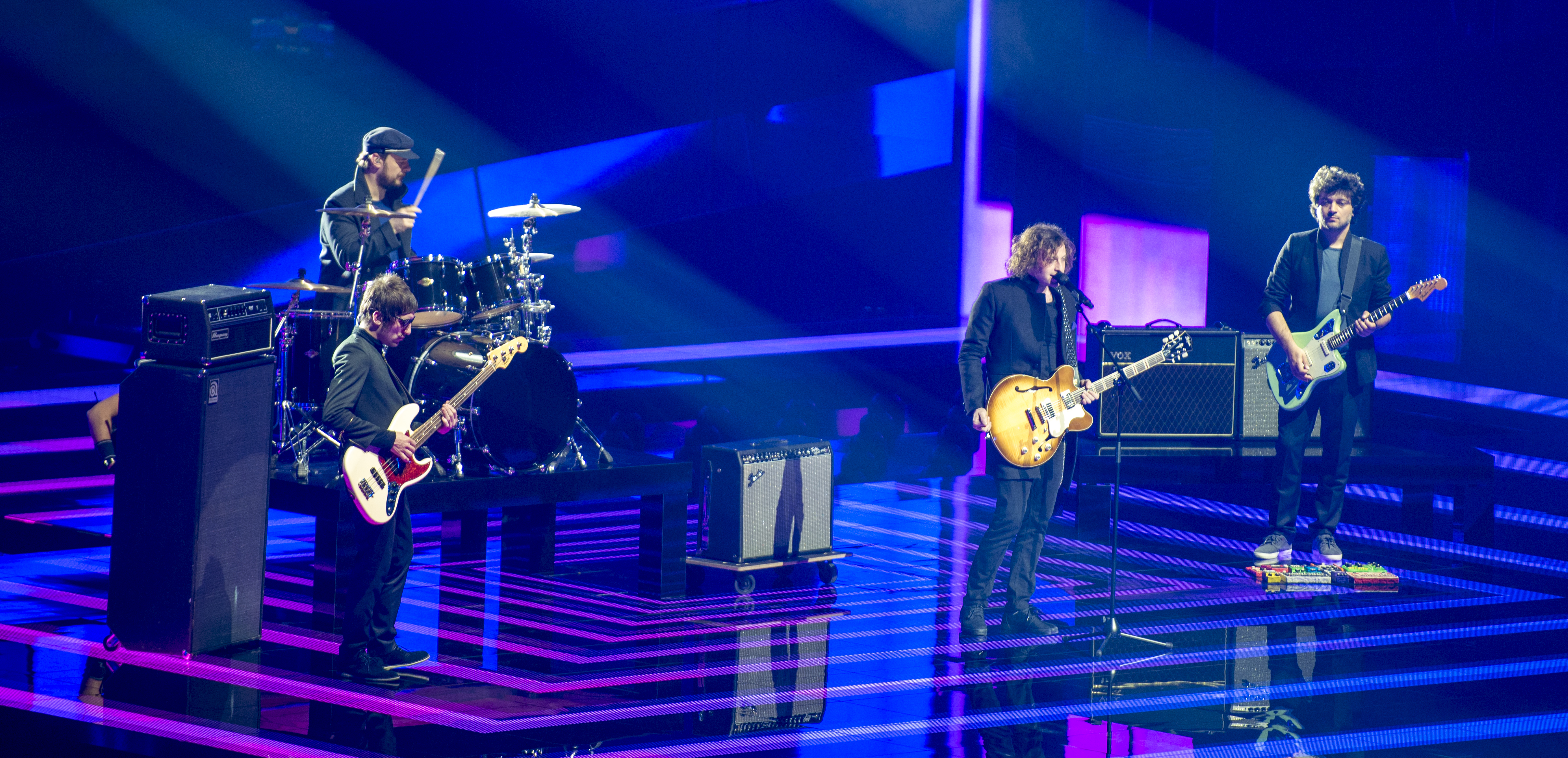
Nika Kocharov & Young Georgian Lolitaz у Стокгольмі (2016)
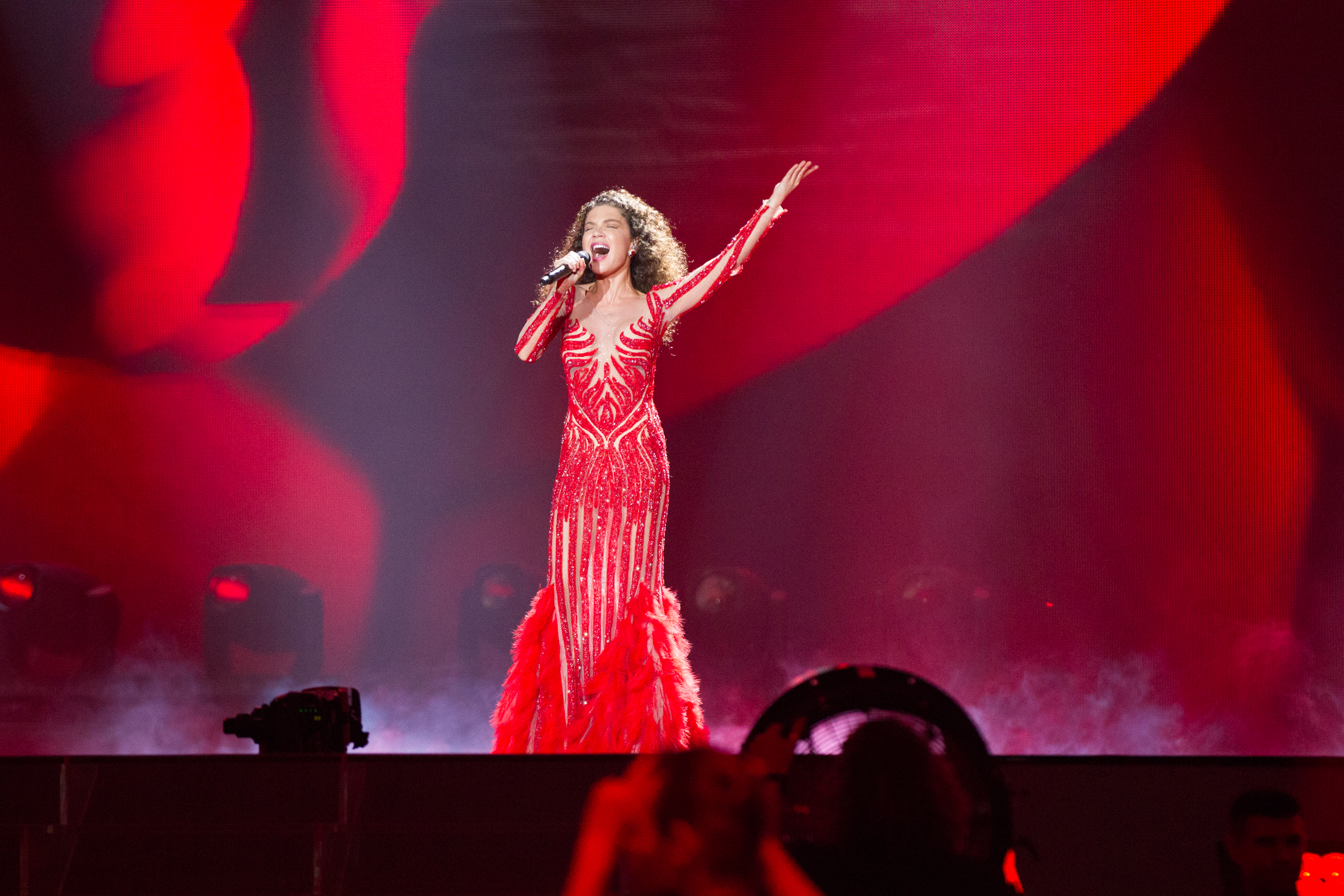
Тамара Ґачечіладзе у Києві (2017)
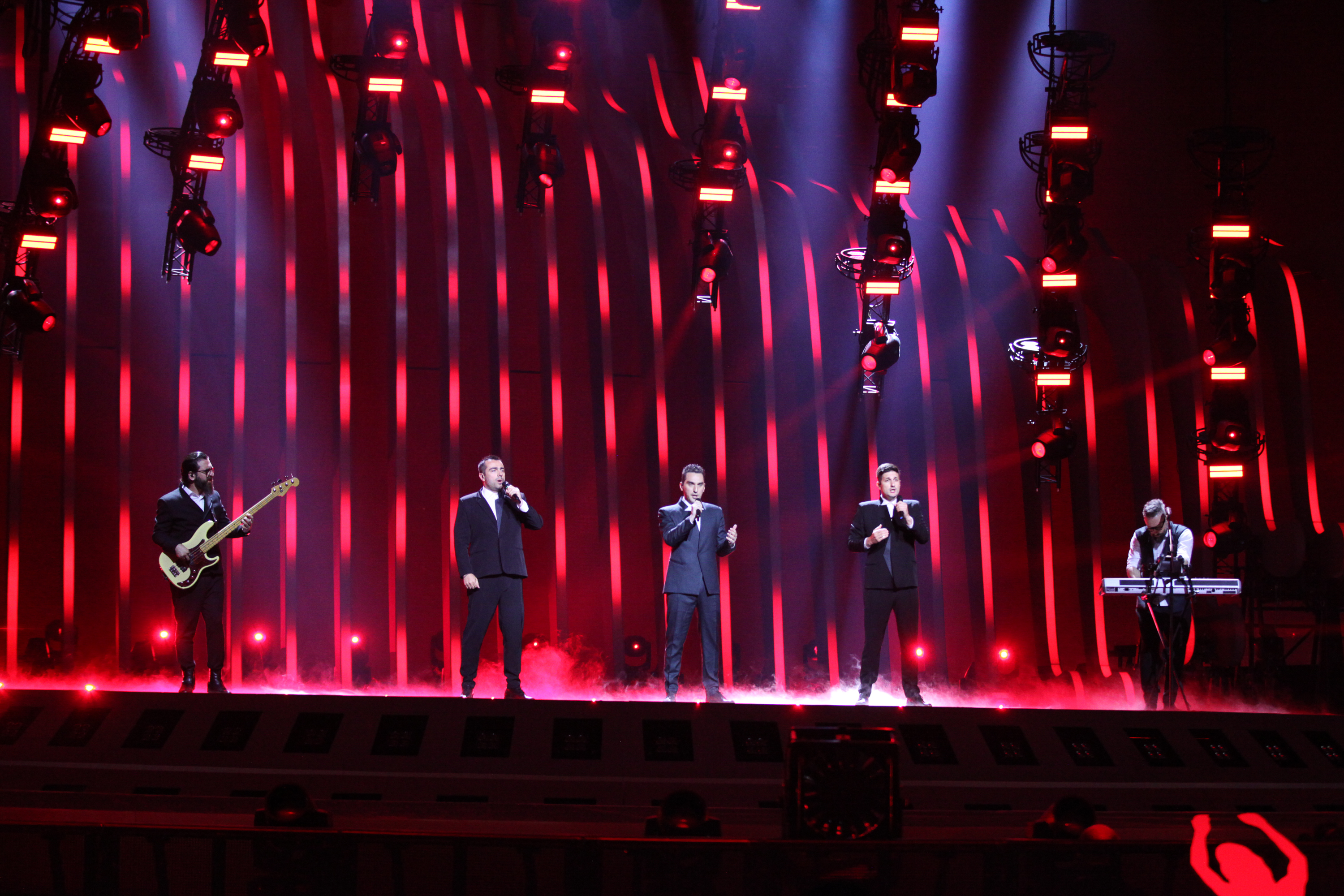
Iriao у Лісабоні (2018)
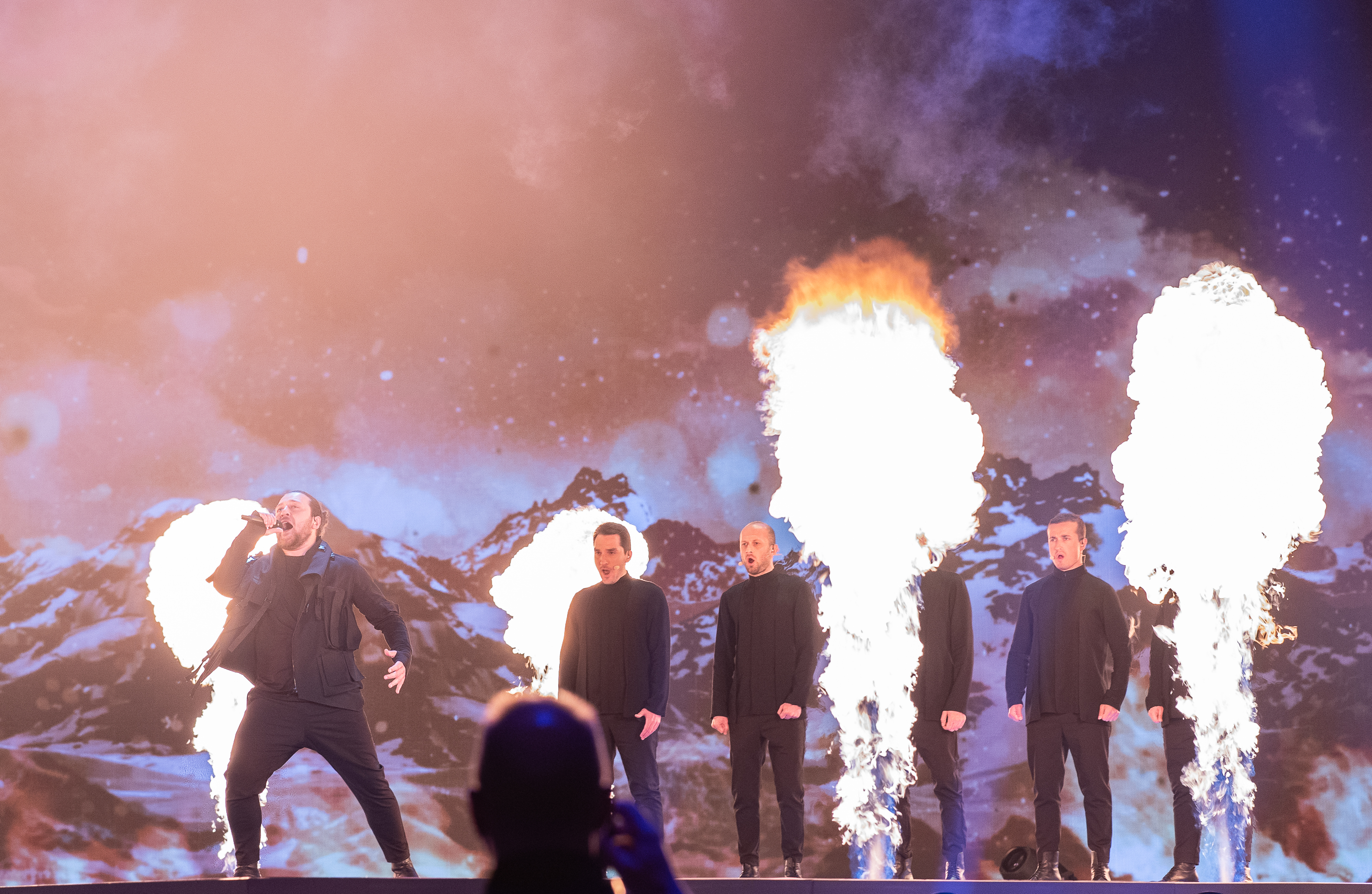
Отто Немсадзе у Тель-Авіві (2019)
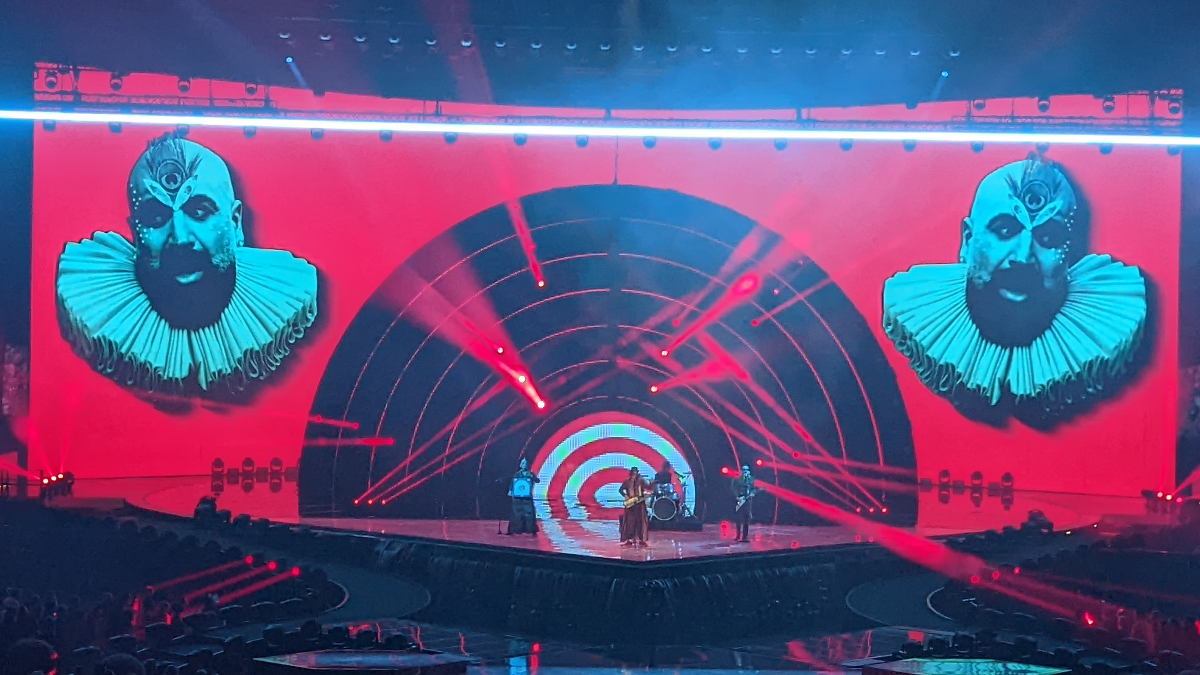
Circus Mircus у Турині (2022)
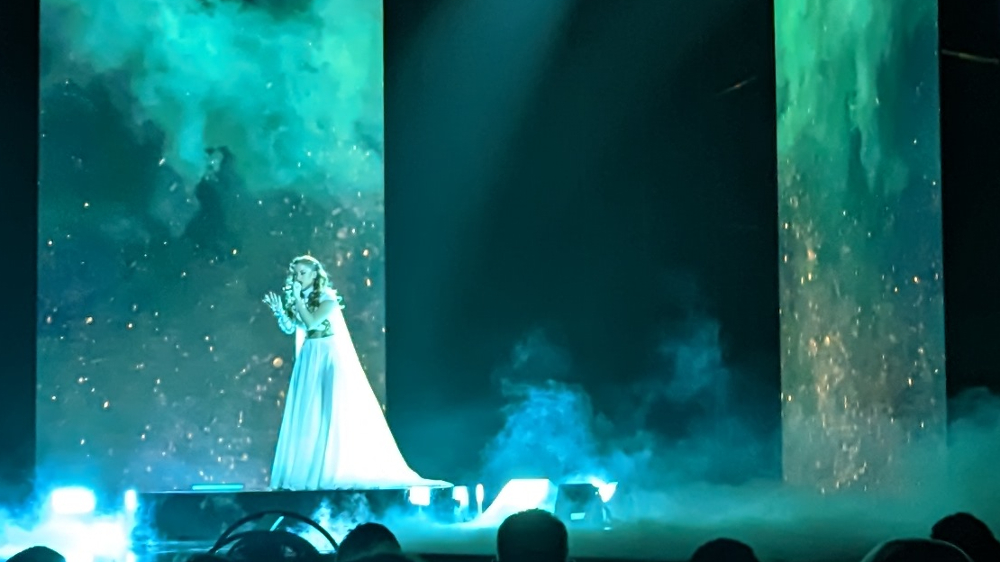
Іру у Ліверпулі (2023)
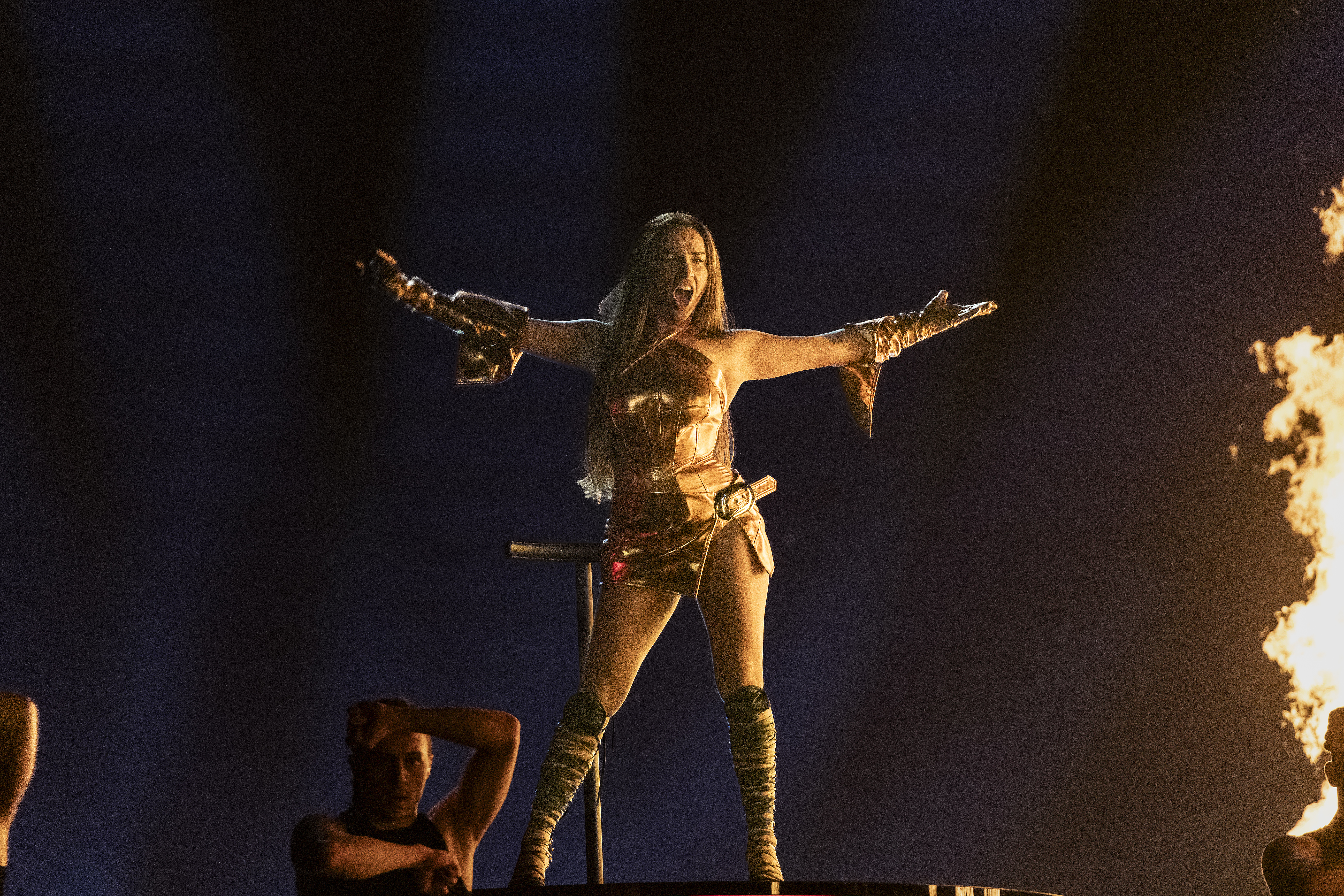
Нуца Бузаладзе в Мальме (2024)

## Статистика голосувань (2007–2024)
| №  | Дано        | Дано | Отримано    | Отримано |
| №  | Країни      | Бали | Країни      | Бали     |
| -- | ----------- | ---- | ----------- | -------- |
| 1  | Україна     | 149  | Вірменія    | 83       |
| 2  | Вірменія    | 141  | Литва       | 69       |
| 3  | Азербайджан | 119  | Азербайджан | 55       |
| 4  | Італія      | 87   | Україна     | 51       |
| 5  | Литва       | 75   | Росія       | 45       |
| 6  | Швеція      | 72   | Білорусь    | 34       |
| 7  | Росія       | 63   | Греція      | 32       |
| 8  | Ізраїль     | 54   | Молдова     | 27       |
| 9  | Франція     | 40   | Польща      | 24       |
| 10 | Португалія  | 39   | Туреччина   | 22       |

## Нотатки
1. ↑  Містить фрази абхазькою мовою
2. ↑  Містить фрази італійською, іспанською, німецькою та французькою мовами
3. ↑  Результати мала оголосити Гелена Каландадзе, але через нібито технічні проблеми, результати оголосив виконавчий супервайзер конкурсу Мартін Естердаль.